# S'Horta

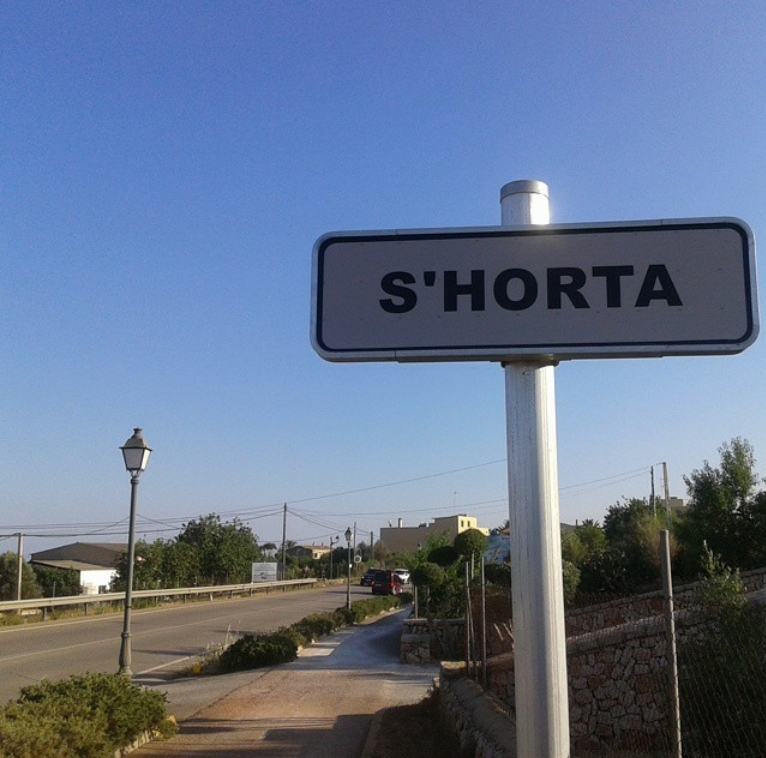
Entrada de s'Horta desde Porto Colom.

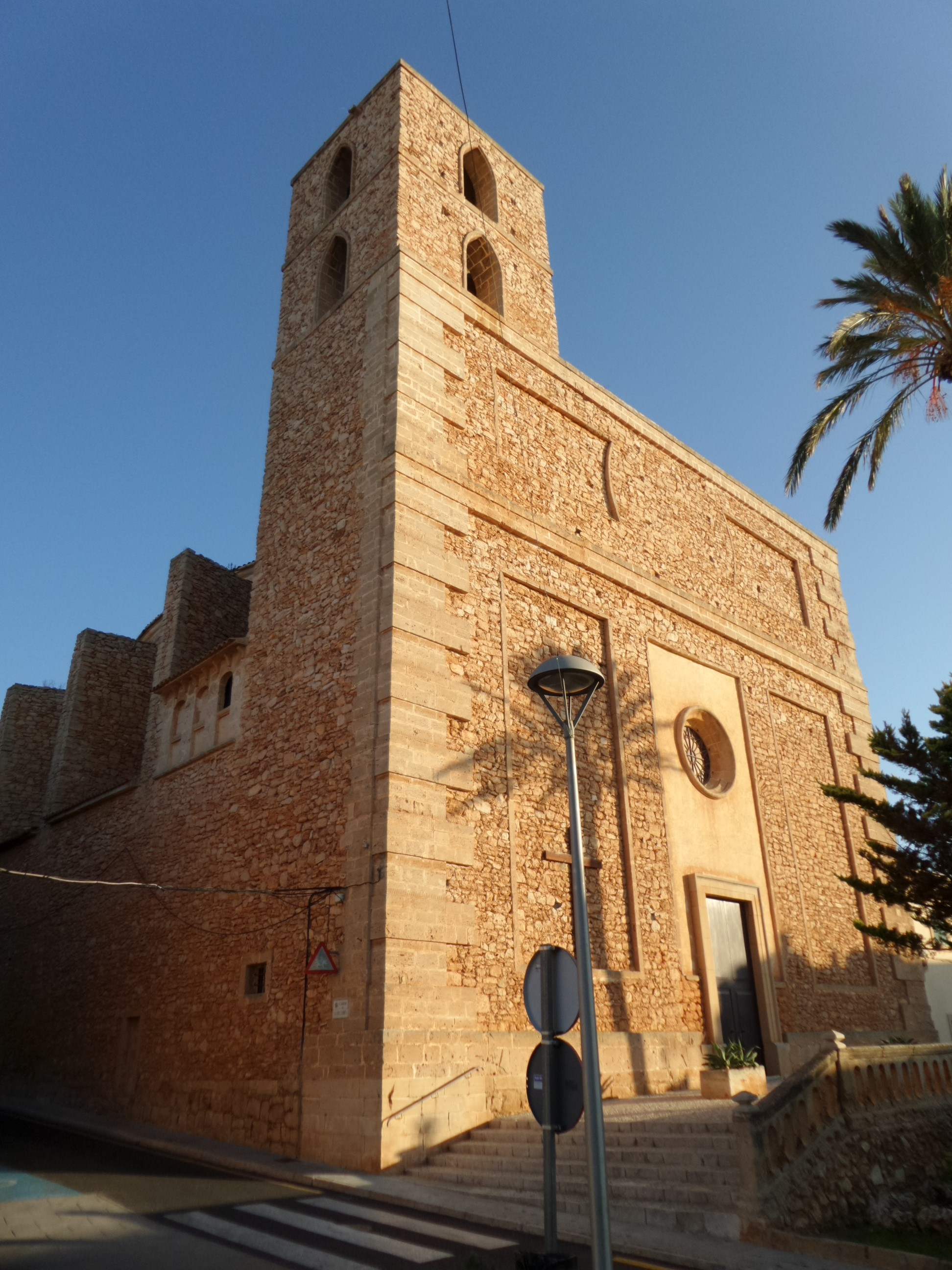
Iglesia de San Isidro, en s'Horta.

S'Horta es una localidad y pedanía española perteneciente al municipio de Felanich, en la parte suroriental de Mallorca, comunidad autónoma de las Islas Baleares. Cerca de esta localidad se encuentran los núcleos de Calonge, Cala Ferrera, Cala Serena, Cala d'Or, Porto Colom, es Carritxó, Alquería Blanca y Porto Petro.

## Toponimia
El nombre de s'Horta es relativamente nuevo. Durante muchos años se conoció con el nombre genérico de Marina. Más tarde, a finales del siglo XIX, el ayuntamiento de Felanich le dio el nombre oficial de San Isidro. Esta última denominación fue muy poco aceptada, tanto por los propios habitantes como por la población de los alrededores. Oficialmente el nombre tampoco tuvo mucho recorrido y se decidió añadir Huerta (u Horta) a continuación del nombre formal. Por esta razón, después de pasar por varias denominaciones como San Isidro o la Horta, San Isidro de la Huerta, acabó imponiéndose finalmente el actual s'Horta, en mallorquín y de manera oficial.

## Historia
La primera vez que se hace referencia a s'Horta fue en 1329, cuando los pobladores enumeran sus posesiones en las tierras que hoy en día son conocidas como Marina, y que eran: "s'Horta Nova" («la huerta nueva»), "s'Horta Vella" («la vieja»), "s'Horta d'Avall" («la de abajo») y "s'Horta d'Amunt" («la de arriba»).
En el siglo XIV s'Horta era una gran propiedad formada por todas las tierras conocidas con este nombre más las posesiones de Ca'n Alou y parte del Fangar.
El pueblo como tal surge de una parcelación en el siglo XIX. La iglesia data de la segunda mitad del XIX, aunque se tardó medio siglo para construirla. Se daba sobre todo una agricultura de regadío. A las afueras del pueblo, algunas casas estaban fortificadas por la proximidad de la costa.
En cuanto a los habitantes, durante esos siglos varió la cifra de población, teniendo en cuenta que la primera referencia escrita que existe refiriéndose a s'Horta es del rector de Felanich en el año 1775, en la que habla de cincuenta y tres casas con una población de 193 mayores, 38 adolescentes y 58 menores.
Para el cultivo de la tierra se afanaron en construir una gran cantidad de norias –en parte a causa de los conocimientos que tenían los árabes en la utilización de este sistema– para aprovechar la poca agua de lluvia. Los cultivos más habituales eran el cereal, los viñedos y los árboles frutales.
La evolución de la posesión de s'Horta empezó a dividirse y, al mismo tiempo, comenzaron nuevos asentamientos humanos. De este modo nació un incipiente núcleo de casas que con el tiempo sería la actual s'Horta.

## Demografía
Según el Instituto Nacional de Estadística de España, en el año 2021 s'Horta contaba con 1.027 habitantes censados, lo que representa el 5,65% de la población total del municipio.

### Evolución de la población
| Gráfica de evolución demográfica de s'Horta entre 2011 y 2021 |
|                                                               |
| Datos según el nomenclátor publicado por el INE.              |

## Comunicaciones

### Carreteras
La principal vía de comunicación que transcurre por esta localidad es:
| Identificador | Denominación                     | Itinerario                    |
| ------------- | -------------------------------- | ----------------------------- |
| Ma-4012       | De Alquería Blanca a Porto Colom | Alquería Blanca - Porto Colom |

Algunas distancias entre s'Horta y otras ciudades:
| Ciudades          | Distancia (km) |
| ----------------- | -------------- |
| Felanich          | 10             |
| Manacor           | 23             |
| Palma de Mallorca | 58             |

## Servicios públicos

### Educación
El único centro educativo que hay en la localidad es:
| Denominación genérica                    | Nombre del centro | Naturaleza | Dirección                |
| ---------------------------------------- | ----------------- | ---------- | ------------------------ |
| Colegio de educación infantil y primaria | CEIP Reina Sofía  | Público    | Calle de la Rectoría, 21 |

## Cultura

### Fiestas
S'Horta celebra sus fiestas en torno al 15 de mayo en honor a San Isidro Labrador, patrón del pueblo.